# Outback Steakhouse
Outback Steakhouse é uma cadeia de restaurantes norte-americana de casual dining com sede em Tampa, no estado da Flórida, Estados Unidos e com mais 915 unidades espalhadas por 15 países, nas Américas, Ásia e Oceania. O restaurante é especializado em culinária americana tematizada com cultura australiana nos nomes e decoração.
Em 2022, foi considerada a empresa do ramo de varejo e restaurantes mais admirada pelos consumidores brasileiros, segundo o ranking IBEVAR.

## Brasil
Seu primeiro restaurante em solo brasileiro foi inaugurado em 1997, na Barra da Tijuca. A rede possui 139 restaurantes em 56 cidades espalhadas por 17 estados e o Distrito Federal, tendo sido introduzida no país pelo empresário Salim Maroun.
Além do Outback, a Bloomin' Brands opera as redes Aussie Grill e Carrabba’s Italian Grill – que faz negócios como Abrraccio no país. Em 2022, introduziu o conceito de fast casual com a rede Aussie Grill by Outback.
O Outback acabou conquistando uma grande quantidade de clientes no país e a operação no Brasil é tida pela matriz americana como "uma das mais rentáveis do mundo". O faturamento da rede cresce, em média, 20% ao ano no país. Dos 10 restaurantes mais rentáveis da rede, 9 estão em solo brasileiro. A unidade com maior faturamento da rede no mundo está no Shopping Center Norte, na cidade de São Paulo.
O Brasil é o principal mercado em número de vendas e o segundo maior em quantidade de restaurantes, perdendo somente para os EUA. Seu maior concorrente no Brasil é a cadeia de restaurantes Applebee's, que mantém 11 restaurantes no país.